# Américo Murolo
Américo Murolo (São Paulo, 28 de abril de 1932 — São Paulo, 10 de dezembro de 2014) foi um futebolista brasileiro que atuou como atacante.
Américo iniciou a carreira no Jabaquara, junto do futuro goleiro da Seleção, Gilmar dos Santos Neves. 
Contratado pelo Esporte Clube XV de Novembro de Jaú, em 1951, foi um dos destaques do time jauense campeão da segunda divisão naquele ano e que subiu para a primeira. No ano seguinte o atacante foi contratado pelo Clube Atlético Linense a pedido do técnico Armando Renganeschi, que o dirigira no XV de Jaú. 
No Linense foi campeão pela primeira vez, marcando três gols na final do Campeonato Paulista da segunda divisão, em 1953, levando o time de Lins-SP à elite do futebol estadual pela primeira vez.  
Ainda em 1953, já pela divisão de elite do futebol paulista, o Linense recebeu o poderoso São Paulo Futebol Clube no estádio Gigante da Madeira, em Lins, pela 20ª rodada do certame. 
Novamente em mais uma tarde inspirada, Américo anotou os dois primeiros tentos da surpreendente goleada por 4 a 1, imposta ao badalado time tricolor.
Naquela época, já era evidente o talento do grande finalizador de jogadas. Seu faro de gol despertou o interesse de várias agremiações, não somente no palco nacional.
Em junho de 1955, o poder das liras italianas foram encontrá-lo quando emissários do Lenerossi Vicenza-ITA o transformaram no primeiro jogador do interior paulista contratado por um clube europeu. Mais um feito surpreendente na carreira de Américo!
Na volta ao Brasil, escolheu as cores do Palmeiras, onde conquistou como titular o Paulista de 1959 – um espetacular campeonato vencido pelo Verdão após uma série de melhor de três jogos em cima do Santos do Pelé (Palmeiras 1x1 Santos; Palmeiras 2x2 Santos; Palmeiras 2x1 Santos). 
No ano de 1959, aliás, Américo anotou incríveis 42 gols, que o colocam no 5º lugar na lista de maiores goleadores palmeirenses em uma única temporada (o recorde é de Evair, que assinalou 53 gols em 1994). Ele é também o 18º na lista geral dos maiores artilheiros da história do Palmeiras.
Pelo Palmeiras, entre 1958 e 1962, disputou 174 partidas com 109 vitórias, 29 empates, 36 derrotas e 97 gols marcados.
Em 1962 transferiu-se para o Guarani/SP. e mais tarde para o Flamengo/RJ., encerrando o seu ciclo em 1969 na Portuguesa Santista. 
Faleceu em 10/12/2014, aos 82 anos, na cidade de Bragança Paulista, interior de São Paulo.

## Títulos
Linense
- Campeonato Paulista Segunda Divisão: 1952

Palmeiras
- Campeonato Paulista: 1959